# Словцов, Пётр Иванович
Пётр Ива́нович Словцо́в (30 июня [12 июля] 1886, Устьянск, Канский уезд, Российская империя — 24 февраля 1934, Красноярск, Восточно-Сибирский край, СССР) — русский и советский оперный и камерный певец (лирический тенор), «сибирский соловей», как называла его публика.

## Биография
Родился в семье дьякона Устьянской Георгиевской церкви Ивана Иовлевича Словцова (1856—1888) и его жены Валентины Васильевны. После смерти отца в пятилетнем возрасте Пётр переехал в Красноярск.
В 1896 году ребёнка отдали учиться в Красноярское духовное училище Енисейского Губернского епархиального совета, которое он окончил в 1902 году. Затем Пётр Словцов учился в Красноярской духовной семинарии, где пел в хоре, которым руководил известный композитор и педагог П. И. Иванов-Радкевич.

### Начало карьеры
После окончания в 1908 году семинарии Пётр Иванович поступил на юридический факультет Варшавского университета. Но уже через полгода поступает в класс сольного пения профессора И. Я. Горди Московской консерватории, которую успешно окончил в 1912 году. Обладал лирическим тенором ласкающего тембра, исключительным по силе и с бархатным звучанием; по признанию многих рецензентов, его голос, родственный собиновскому, был шире и теплее.
В 1912 году Словцов стал солистом Киевского оперного театра, где работал до 1914 года. В 1914 году Словцов служил в Саратове, с 1915 года по 1917 год в Петрограде (Народный дом), в 1917 году в Нижнем Новгороде, Свердловске (1919 и 1930), Москве (Большой театр, 1929 год и 1932 год), Ленинграде (конец 1920-х и начало 1930-х годов). Записывался на пластинки различных фирм: в Санкт-Петербурге («Пате», 1912; «Граммофон», 1913, 1914), в Москве («Метрополь», «Корона», 1912), в Киеве («Экстрафон», «Артистотипия», 1913) — всего 72 пластинки (по данным А. М. Пружанского).
В Народном доме Петрограда Словцов неоднократно выступал с Ф. И. Шаляпиным в операх «Князь Игорь», «Русалка», «Фауст», «Моцарт и Сальери», «Севильский цирюльник». Его партнёрами были также: Н. А. Обухова, А. В. Нежданова, М. О. Рейзен, Р. Г. Горская, А. М. Брагин, М. М. Куренко, М. Н. Риоли-Словцова, Н. И. Озеров, Л. Я. Липковская, В. А. Соковнин и другие.

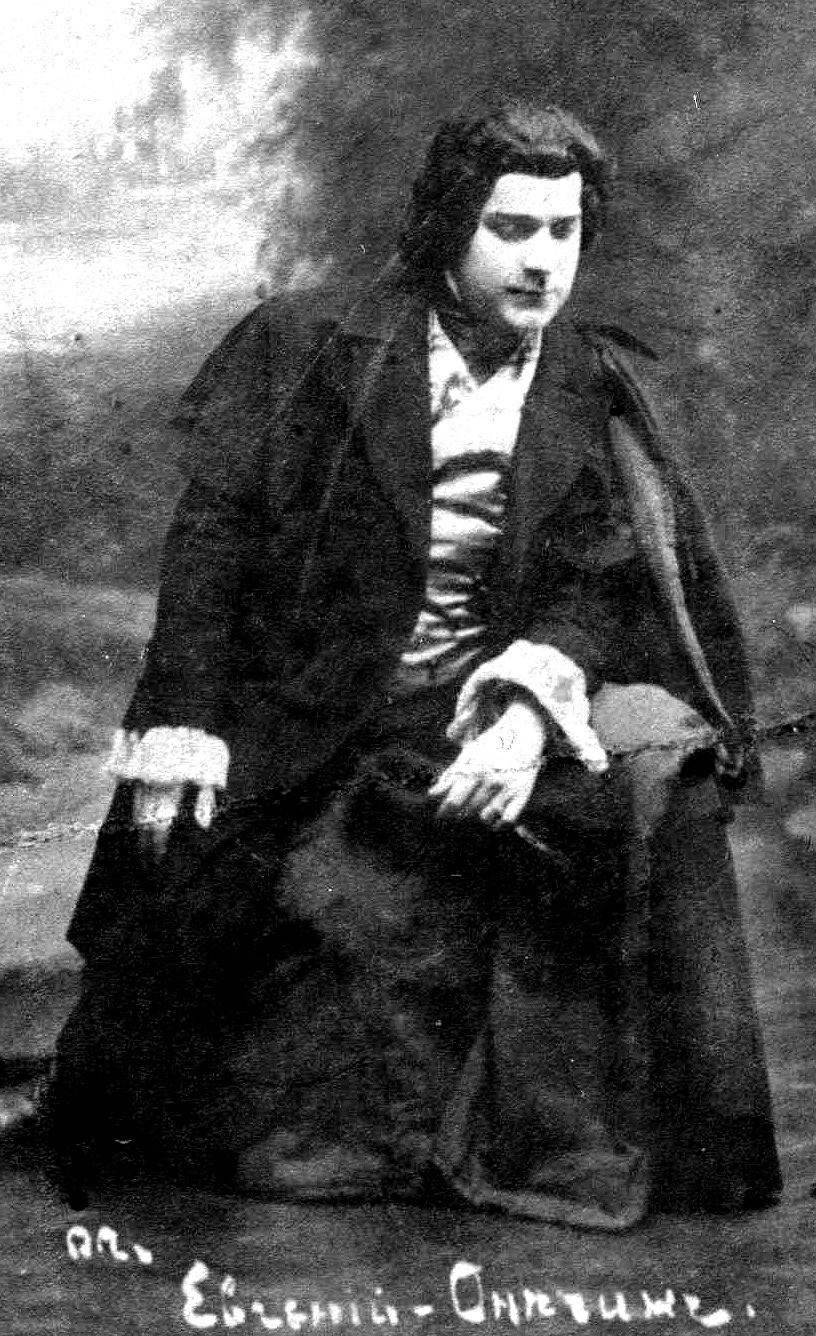
П. И. Словцов в опере «Евгений Онегин»

В 1915 году Пётр Иванович женится на выпускнице Московской консерватории Маргарите Николаевне Анофриевой (позднее Риоли-Словцова) — оперной певице (лирико-драматическое сопрано) и блестящей пианистке, ставшей потом и аккомпаниатором певца.

### В Красноярске
В 1918 году семья Словцовых переезжает из Петрограда в Красноярск. По обоснованному предположению красноярского музыковеда Ванюковой, причиной переезда явилось мобилизация большевиками М. Н. Риоли-Словцовой на трудовой фронт, и лишь оканчивающийся трудовой договор с театром, защищённый профсоюзом законными правами работника профессионального союза, спас певицу от физических работ. Буквально, на последнем поезде перед началом гражданской войны в Сибири, супружеской чете Словцовых удалось беспрепятственно добраться из Петрограда до малой Родины Петра Ивановича. В стране начинается гражданская война. В 1918—1919 годах семья работает в оперных театрах Томска и Екатеринбурга, а в 1919—1920 годах — в Иркутске.
5 апреля 1920 года при активном участии Словцовых в Красноярске была открыта Народная консерватория. Один из многочисленных учеников Петра Словцова — Евгений Сисин, впоследствии стал солистом музыкального театра имени К. С. Станиславского и В. И. Немировича-Данченко, а затем и его директором.

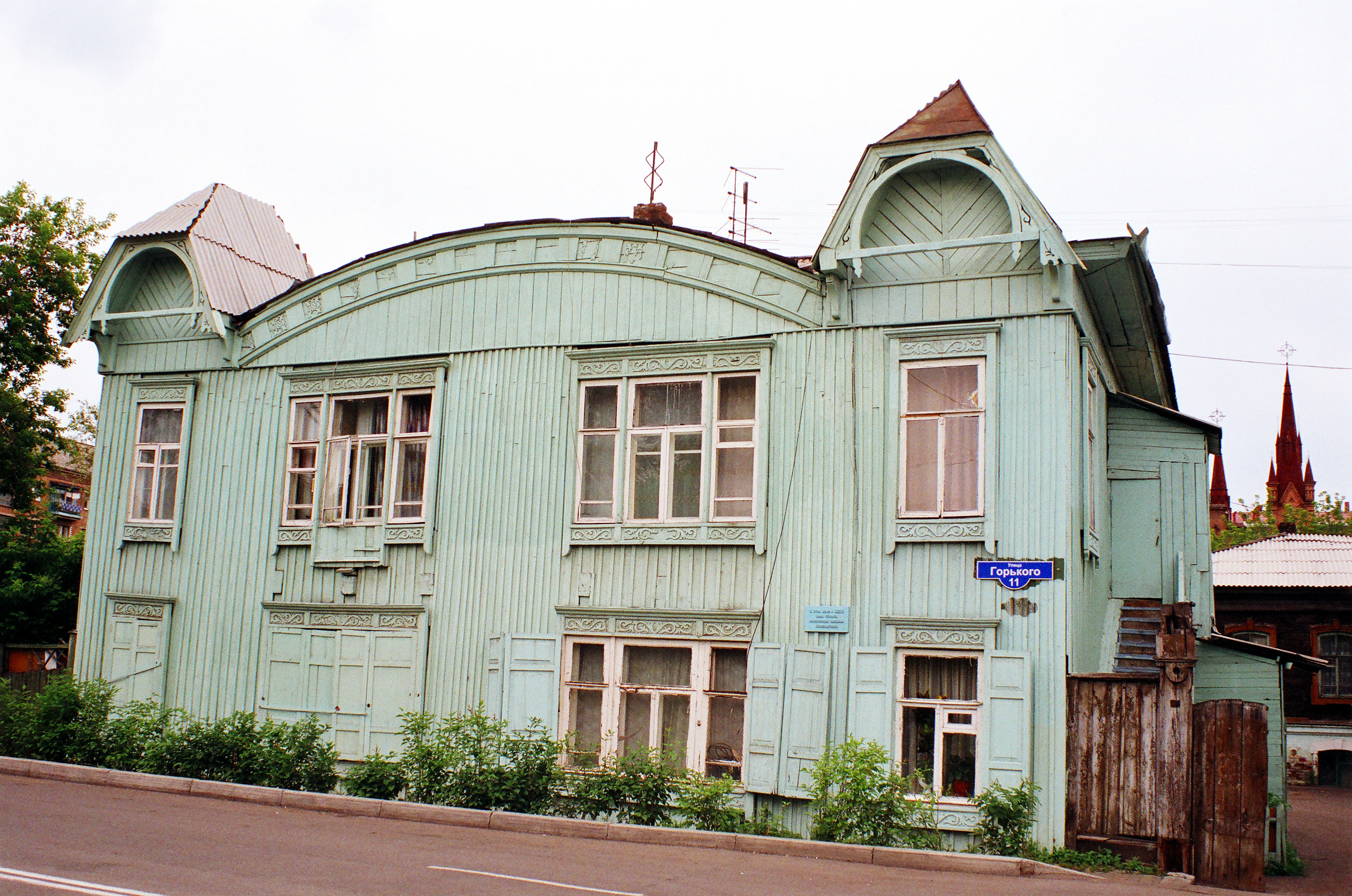
Дом, в котором располагалась «Народная консерватория»

В 1923 году П. И. Словцов и М. Н. Риоли-Словцова возобновили в Красноярске оперные спектакли. Был создан коллектив из профессионалов и любителей — жителей Красноярска. Словцовы исполняли главные партии, совмещая обязанности режиссёра и руководителей групп солистов.
В 1924 году Словцовы с триумфальным успехом гастролируют в Харбине (Китай).
В конце 1924 года на базе коллектива, организованного П. И. Словцовым, в Красноярске создан «Трудовой оперный коллектив», в котором участвовало свыше ста человек. Горсовет разрешил использовать помещение городского театра для проведения оперных спектаклей и выдал дотацию размером в 3000 рублей. «Трудовой оперный коллектив» поставил четырнадцать опер. В 1927—1928 годах Словцов был одним из организаторов общества «Музыка массам», которое пропагандировало симфоническую, оперную и камерную классическую музыку. К числу общедоступных спектаклей, в разные годы Словцовым поставлены оперы «Травиата», «Риголетто», «Фауст», «Русалка», «Евгений Онегин». Вырученные средства шли в различные фонды: «Красный Крест», «Дирижаблестроение», «Наш ответ Чемберлену», «Помощь беспризорникам», Заповедник «Столбы», «Помощь артистам сгоревшего цирка г. Иркутска», «В помощь пролетариату Японии».

### Гастроли в Харбине
Но зато при исполнении арии из «Искателей жемчуга» происходило что-то невероятное! Чудесную, ласкающую мелодию Словцов закончил таким пиано-пиано-пианиссимо, что казалось, что вьется все утончающаяся ниточка, сходящая на нет, ниточка, которая вот-вот дрогнет и оборвется. Нет, она вьется, вьется около минуты! Все застыли, почти перестали дышать! Наступила почти абсолютная тишина, а в ней еле-еле бьется ниточка звука, которую так страшно оборвать каким-то движением, неосторожным дыханием. Поразительная техника, изумительная чистота и нежность голоса! О силе голоса Словцова, дававшего эту силу без всякой аффектации, можно судить по появлению Альфреда в доме Виолетты. Обычно это появление Альфреда теряется для зрителя, будучи обусловленным глубиной сцены, а звук спокойной фразы Альфреда легко заглушается и хором, и оркестром.— Мелихов Г. В. «Середина 20-х. Белый Харбин». СС.385-390

### Последние годы
В 1928 году П. И. Словцов был приглашен профессором пения в Московский центральный комбинат театрального искусства (впоследствии ГИТИС, ныне — РИТИ). С 1929 года Пётр Иванович пел в Большом академическом театре СССР. В 1930 году — в Свердловске. В начале 1930-х годов работал в Ленинграде. Всего Пётр Иванович дал около двух тысяч концертов в разных городах СССР.
Зимой 1934 года Словцов гастролировал в Кузбассе. Заболев на последних концертах ангиной, Пётр Иванович вернулся в Красноярск, где и скончался 24 февраля 1934 года. Похоронен в Красноярске на Троицком кладбище.
Маргарита Николаевна Риоли-Словцова ещё двадцать лет продолжала преподавательскую деятельность в Красноярске. Среди учеников Маргариты Николаевны — E. K. Иофель, ставшая впоследствии профессором и учителем Дмитрия Хворостовского — всемирно известного баритона.

## Репертуар
Лучшими его партиями признаны: Князь («Русалка» А. С. Даргомыжского), Владимир Игоревич («Князь Игорь» А. П. Бородина), Фауст («Фауст» Ш. Гуно), Надир («Искатели жемчуга», Ж. Бизе), Ромео («Ромео и Джульетта», Ш. Гуно), Владимир («Дубровский» Э. Ф. Направника), Молодой цыган («Алеко» С. В. Рахманинова), Ленский («Евгений Онегин» П. И. Чайковского), Джеральд («Лакме» Л. Делиба), Индийский гость («Садко» Н. А. Римского-Корсакова) и другие, исполнявшиеся в сопровождении оркестров под управлением М. М. Ипполитов-Иванова, М. М. Голинкина, А. М. Пазовского , С. И. Симакова, А. И. Кляйстера, В. И. Прокофьева, А. Л. Марксона.

## Дискография
Записи П. И. Словцова встречаются на пластинках киевской дореволюционной фирмы грамзаписи «Артистотипія» (1913), Граммофон (1913), Пате, московской — «Метрополь Рекорд», Русскій Народный Граммофонъ (1916), Экстрафон. В советское время пластинки издавались фирмами Музтрест (1929—1930), Мелодия.
В наше время изданы два компакт-диска: ГЦММК имени М. И. Глинки (2007 г.) и «Марстон рекордз», США, (2008 г.).

## Память

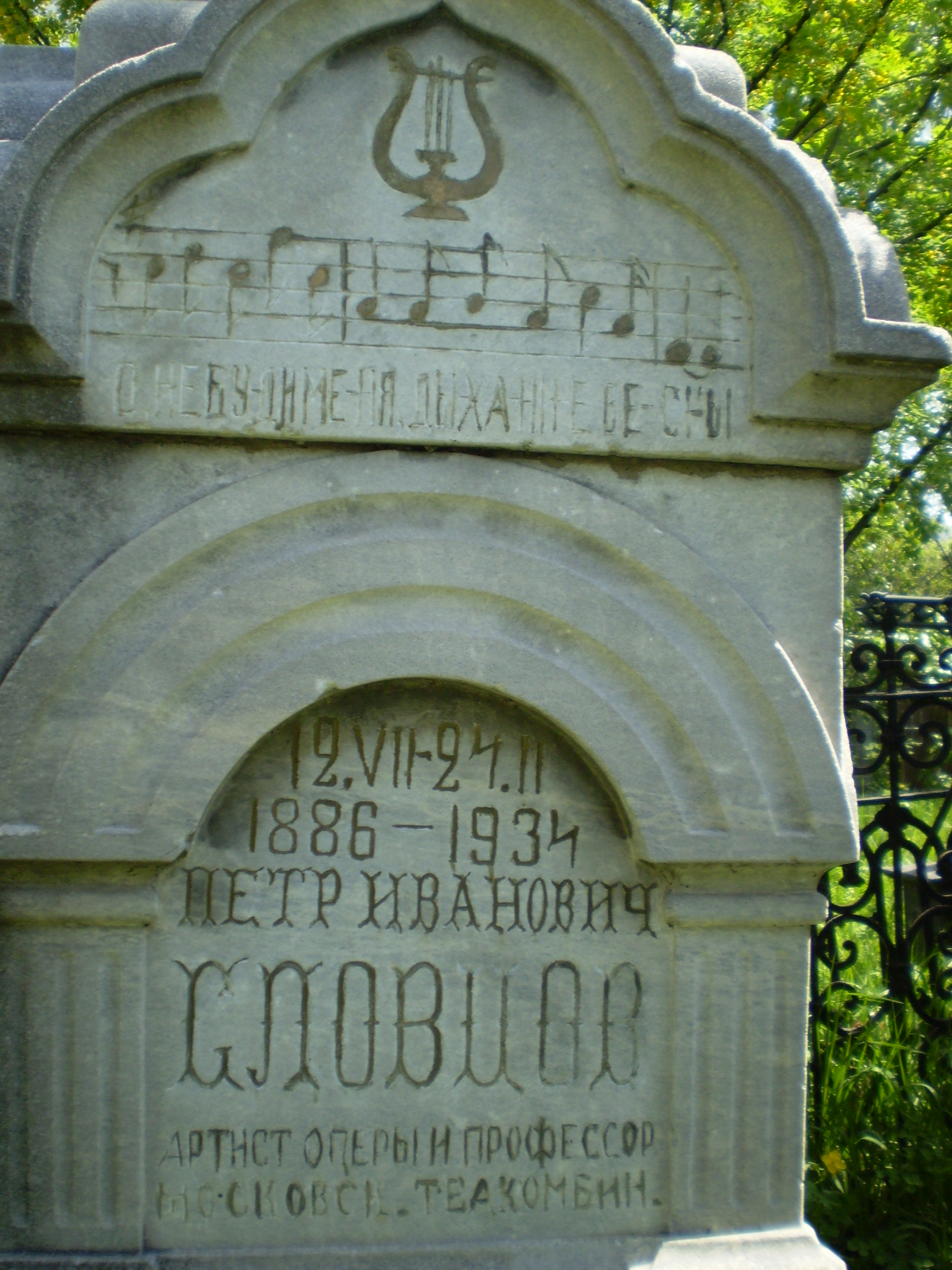
Памятник на могиле П. И. Словцова на Троицком кладбище.

В 1986 году Красноярский государственный театр оперы и балета проводил Всероссийский фестиваль «Мастера оперы и балета России», посвящённый 100-летию со дня рождения певца П. И. Словцова. В 2001 году седьмой по счёту Конкурс имел уже статус международного.
Именем Словцова названа улица в Красноярске.
В 1979 году звукозаписывающая фирма «Мелодия», воспользовавшись коллекцией грампластинок академика АН СССР В. Л. Янина (МГУ, ист. факультет), в серии «Выдающиеся певцы прошлого» выпустила виниловую пластинку с записями П. И. Словцова, изданными до 1917 года.
В декабре 2007 года был издан компакт-диск «Пётр Словцов — „сибирский соловей“» эксклюзивной серии «Из архива государственного центрального музея музыкальной культуры им. М. И. Глинки», посвящённый 120-летию со дня рождения выдающегося русского тенора. Диск был с успехом представлен на 42-й Международной выставке музыкальной аудиопродукции  в Каннах (Франция), прошедшей в период с 27 по 31 января 2008 года.(автор идеи, исследования и координатор проекта — С. Ю. Рычков, звукорежиссёр — А. И. Косов, руководитель — Р. А. Цатуров).

П. И. Словцов

С февраля по август 2008 года на «Народном радио» семь раз повторяли тридцати двух минутную передачу о Петре Словцове, в апреле 2008 года на волнах радиостанции состоялась часовая передача, а в Санкт-Петербурге (июнь 2008 года) на радиостанции «Мария» (автор-Надир Ширински ) прозвучал цикл из четырёх передач. 24 августа 2008 года на волнах Радио России прозвучал 11-минутный сюжет Татьяны Суворовой о творчестве певца и 10 октября 2010 года на Радио России состоялась передача (автор — музыковед Т. В. Суворова , 46 минут) «Музыкальный раут» о певце.
Записали радиопередачи о Петре Словцове на РТВ-Подмосковье исполнитель и журналист Н. Ширинский (апрель 2008 год), а также на волнах «Народное радио» — известный радиожурналист К. В. Смертин (Москва, СВ, 612 кГЦ; март 2008 года) совместно с капитаном III ранга запаса С. Ю. Рычковым — внуком сценического партнёра П. И. Словцова — оперного певца (бас) и педагога Виктора Александровича Соковнина.
В 2008 году в США слепой от рождения музыкант и реставратор архивных записей, обладатель многих премий, в том числе Грэмми — Уорд Марстон (Ward Marstonen:Ward Marston) издал компакт-диск «Пётр Иванович Словцов. Русский тенор».
С февраля по апрель 2011 года в Красноярске при финансовой поддержке М. Прохорова прошёл фестиваль «Парад звёзд в оперном», посвящённый 125-летию со дня рождения певца.
С 21 января 2023 г. по 16 апреля 2023 г. в Красноярском театре оперы и балета имени Дм. Хворостовского пройдет всероссийский оперный фестиваль «Словцов. Постскриптум», посвященных выдающемуся тенору, а также его сценическому партнёру — великому мировому басу Ф. И. Шаляпину, чье 150-летие со дня рождения отмечается в 2023 г.
22 января 2023 г. в стенах Государственного историко-литературного музея-заповедника А. С. Пушкина, в рамках XXIX Голицынских чтений, посвященных 35-летию образования музея, прозвучало научное сообщение "О Петре Ивановиче Словцове — одном из лучших исполнителей партии Ленского (П. И. Чайковский, «Евгений Онегин»).